# Kraunhia
Kraunhia là một chi thực vật có hoa trong họ Đậu.